# Edikt von Saint-Cloud
Das Edikt von Saint-Cloud wurde von Napoleon am 12. Juni 1804 unter dem Titel „Décret Impérial sur les sépultures“ in seiner Residenz Saint-Cloud erlassen. In dem Edikt sind alle bisher geltenden Vorschriften und Regelungen zur Bestattung von Verstorbenen in einem Korpus zusammengefasst. Beteiligt an der Formulierung des Dekrets war Napoleons Staatssekretär Hugues-Bernard Maret, der das Dokument mitunterzeichnet hat.

## Geschichte
Vor dem Edikt war es auch in Frankreich üblich, die Toten in Kirchen oder in deren unmittelbarer Nähe zu bestatten. Ab 1804 mussten alle Bestattungen außerhalb der jeweiligen Stadtgrenzen an umfriedeten Plätzen vorgenommen werden. Bestattungen in und um Kirchen, Kapellen, Hospitälern u. ä. waren verboten, nur das Errichten von Epitaphen oder Grabsteinen war erlaubt. Neben hygienischen Gründen sollte durch die Bestattung aller Verstorbenen auf einem Gelände in öffentlicher Hand einer Diskriminierung entgegengewirkt werden.
Das Edikt wurde für das Königreich Italien ab 5. September 1806 ebenfalls gültig.
Ein Vorläufer von Napoleons Edikt waren die 1782 bis 1784 von Joseph II. in den sogenannten Josephinischen Hofdekreten erlassenen Reformverordnungen zum Bestattungswesen.
Das Edikt von Saint-Cloud war in manchen europäischen Kommunen bis ins 21. Jahrhundert gültig. So hob das Land Nordrhein-Westfalen das Edikt erst mit dem Gesetz über das Friedhofs- und Bestattungswesen (Bestattungsgesetz – BestG NRW) vom 17. Juni 2003 auf.

## Rechtsquellen
- Décret impérial sur les sépultures au Palais de Saint-Cloud le 23 Prairial an XII, in: Bulletin des lois. No 5. Volltext
- Decret imperial sur les sépultures 12 Juin 1804. Reproduction du document d'époque: Décret impérial du 18 mai 1806 concernant le service dans les églises et les convois funèbres. Volltext
- Décret impérial du 18 mai 1806 concernant le service dans les églises et les convois funèbres. Volltext